# Aleksandr Voronin
Aleksandr Voronin   (Txeliàbinsk, 23 de maig de 1951 - Myski, 26 de setembre de 1992) fou un aixecador rus que va competir sota bandera soviètica durant la dècada de 1970.
El 1976 va prendre part en els Jocs Olímpics d'Estiu de Mont-real, on va guanyar la medalla d'or en la categoria del pes mosca del programa d'halterofília.
En el seu palmarès també destaquen dues medalles d'or i dues de plata al Campionat del món d'halterofília entre 1975 i 1979; quatre medalles d'or i una de plata al Campionat d'Europa d'halterofília, entre 1975 i 1980 i dos campionats nacionals. També guanyà la Copa Soviètica de 1975 i 1980 i va establir catorze rècords del món. Es retirà poc després de no ser escollit per disputar els Jocs de Moscou de 1980.
Morí com a conseqüència de les ferides patides per una caiguda des del balcó de casa seva quan intentava baixar al pis de sota.